# Campeonato Mundial de Luge de 1978
O Campeonato Mundial de Luge de 1977 foi a 18ª edição da competição e foi disputada entre os dias 21 e 22 de janeiro em Imst, Áustria.

## Medalhistas
| Evento                        | Ouro                                            | Prata                                                 | Bronze                                       |
| Individual masculino detalhes | ITA Paul Hildgartner                            | FRG Anton Winkler                                     | AUT Manfred Schmid                           |
| Individual feminino detalhes  | URS Vera Sozulia                                | FRG Andrea Fendt                                      | AUT Angelika Shcafferer                      |
| Duplas detalhes               | URS União Soviética Dainis Bremze Aigars Krikis | URS União Soviética Waleri Jakuschin Wladimir Schitow | DDR Alemanha Oriental Hans Rinn Norbert Hahn |

## Quadro de medalhas
| Ordem | País               |   |   |   |   |
| 1     | União Soviética    | 2 | 1 |   | 3 |
| 2     | Itália             | 1 |   |   | 1 |
| 3     | Alemanha Ocidental |   | 2 |   | 2 |
| 4     | Áustria            |   |   | 2 | 2 |
| 5     | Alemanha Oriental  |   |   | 1 | 1 |